# New York Public Library
New York Public Library (zkráceně NYPL, Newyorská veřejná knihovna) je jednou z předních veřejných knihoven na světě a také jednou z nejvýznamnějších výzkumných knihoven Spojených států. Je zároveň jedním z největších veřejných knihovnických systémů ve Spojených státech a jeden z největších vědeckých knihovních systémů na světě. Jde o soukromě spravovanou, neziskovou společnost s veřejnou misí, provozovanou ze soukromých a veřejných financí.